# Provirus
Próvírus je virusni genom, ki se vključi v kromosom gostiteljske celice in z delitvijo celic prehaja na njene potomke. Aktivira se lahko samoodsebno ali s specifičnim dražljajem. Primer virusa, ki se pri človeku nahaja v organizmu v obliki provirusa, je virus HIV.
V taki obliki lahko virus ostaja latenen v gostitelju in se prenaša na hčerinske celice. Provirusna oblika predstavlja običajni replikacijski cikel retrovirusov in drugih virusov, katerih DNK se vgradi v gostiteljevo dednino. Okoli 8 odstotkov človeške dednine predstavljajo predvirusni geni, ki pripadajo endogenim retrovirusom.
Izraz je vpeljal Richard Shope, ki je leta 1935 opisal papilomske viruse pri kuncih in predpostavil, da se ti DNK-virusi nahajajo v njihovem telesu v provirusni obliki. Howard Temin je z odkritjem reverzne transkriptaze dokazal tudi mehanizem, a katerim lahko virusi to dosežejo.